# Alphonsea johorensis
Alphonsea johorensis là loài thực vật có hoa thuộc họ Na. Loài này được J.Sinclair mô tả khoa học đầu tiên năm 1955.